# Hammerschloss Hütten

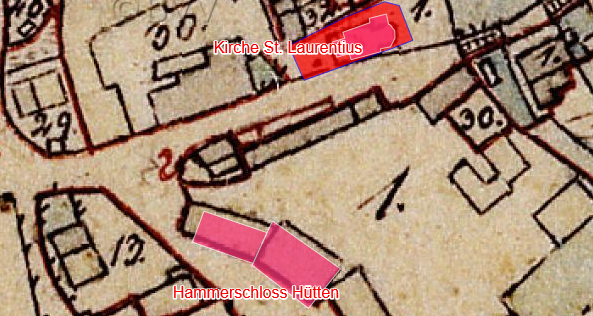
Lageplan von Hammerschloss Hütten auf dem Urkataster von Bayern

Das Hammerschloss Hütten ist ein Schloss 60 m südwestlich der Kirche St. Laurentius von Hütten (Steinfelser Straße 1), einem Gemeindeteil der Stadt Grafenwöhr im oberpfälzischen Landkreis Neustadt an der Waldnaab. Die Anlage ist unter der Aktennummer D-3-74-124-40 als Baudenkmal von Hütten verzeichnet. Der ehemalige Hammer wurde vom Wasser der Haidenaab betrieben.

## Geschichte
Der Hammer zu Hütten wird 1270 erstmals in einem Salbuch erwähnt. Ulrich Pressather schloss sich 1387 mit seinem Hammer („Der hamer zu den hueten“) der Oberpfälzer Hammereinigung an.
Am 23. November 1397 verleiht König Wenzel dem Ulrich Pressather den Hammer zu Hütten mit Holz- und Meilerrecht, Gerichtsbarkeit über das Schmiedvolk und  Verwendung einer Schlagmarke auf seine Eisenwaren.
Der Schienhammer gehörte zum Gemeinschaftsamt Parkstein-Weiden und war als Landsasserei anerkannt. Seit der ersten Hälfte des 15. Jahrhunderts war das Gut im Besitz der Familie Mendel, die auch im  Besitz des Hammers Steinfels waren. Im Parksteiner Salbuch von 1440 wird Kunz Mendel als Inhaber der Hammers genannt, Anfang des 16. Jahrhunderts waren es die Söhne des verstorbenen Wolfgang Mendel und ab 1525 die Gebrüder Jeronimus und Fabian Mendel zu Steinfels. In den 40er Jahren des 16. Jahrhunderts scheint es zu einer Besitzaufteilung gekommen zu sein, da fortan in Steinfels Hieronimus Mendel und in Hütten Fabian Mendel genannt werden. 1563 werden erstmals seine Erben genannt. 1571 hat Joachim Mendel für das Landsassengut die Erbhuldigung geleistet. 1584 folgt ihm Valentin Mendel; der hat 1591 seinen „hüttenkopfler“ wegen seiner eigenen Schwachheit zur Erbhuldigung geschickt. 1599 wird hier Elisabeth Mendel, Witwe des Valentin, genannt. Damals waren in dem Hammer  nur mehr ein Schmiedemeister und ein Schmiedeknecht beschäftigt, aber noch etliches Gesinde für das Gut Hütten. Die Witwe verkaufte das Gut an Hans Ludwig Steinhauser. Ihm folgte Martin Tham nach, der aber bald verstarb. Vor Ausbruch des Dreißigjährigen Krieges hatte Hans Gabriel Ficht das Gut inne, der es aber 1630 an Hans Joachim Mendel verkauft. 1661 wird seine Witwe Cordula, geborene von Hirschberg, genannt. Der Hammer war in der Folge des Krieges eingegangen und auch das Gut wurde nur mehr teilweise bewirtschaftet. 1685 verkauft Franz Ernst Mendel das Gut an Johann Gottlieb Güss von Güssenberg und seine Gemahlin Regine Katharina. Ihr Sohn Wilhelm Friedrich Güss verkauft den Besitz 1743 an Adam Heinrich von Wenkheim zu Schwanberg. Durch Kauf gelangt es 1764 an Johann  Christian Heinrich Wilhelm von Lindenfels zu Thumsenreuth, der es 1768 an Eleonore Reisner von Lichtenstern veräußerte.  Ab 1732 war wieder ein Hammerbetrieb eingerichtet worden; genannt werden ein Zrennmeister, ein Schmiedknecht, ein Kohlmesser und ein Kohlzieher sowie fünf  verheiratete Tagwerker, hinzu kommen noch der Hofbauer mit Weib, Kindern und 2 Knechten und 2 Mägden; die Mühle betrieb ein Bestandsmüller. Insgesamt lebten hier 51 Personen, davon 21 Kinder.
1779 wurde der Hammer in eine Glasschleife und Polierwerk umgerüstet. Gegen Ende des 18. Jahrhunderts musste Hütten versteigert werden, wobei 1787 Johann Hubmann den überschuldeten Betrieb ersteigerte, obwohl er nicht adelig war, wurde ihm die gutsherrliche Gerichtsbarkeit zugestanden. 1805 ging das Gut an seinen Sohn  Johann Nepomuk Hubmann über, die Gerichtsbarkeit wurde damals von Staat eingezogen. Um 1800 wird Hütten mit einem  Schloss, sechs Häusern und 65 Einwohnern beschrieben. 1816/19 wurde die Eisenverarbeitung in dem Hammerwerk wieder aufgenommen, das der Besitzer Johann Nepomuk Hubmann ohne Genehmigung hatte erbauen lassen. 1838 kaufte die Familie Schlör das Hammergut. Als 1856 ein Orkan für ein Überangebot an Holz sorgte, baute Anton Schlör sogar einen Hochofen, der jedoch schon 1875 nicht mehr betrieben wurde. 1926 lässt Schlör wegen der Hochwassergefahr die Haidenaab regulieren und die Wasserkraft in Hütten erlischt endgültig. 1970 erwarb Eduard Wittmann das Gut Hütten samt Laurentiuskirche. Noch heute ist die Kirche in Familienbesitz, das Schloss gehört seit 2005 Elisabeth Winters.
Die niedere Gerichtsbarkeit von Hütten lag beim Landsassengut Steinfels, die hohe Gerichtsbarkeit war landesherrlich sulzbachisch. 1808 wird Hütten zusammen mit Grub und Steinfels eine eigenständige Gemeinde. Bei der Bayerischen Gebietsreform von 1972 kamen Hütten und Grub zu Grafenwöhr, Steinfels kam zu Mantel.

## Baulichkeit
Das „neue“, heute noch existierende Schloss (im Unterschied zum „Alten Schloss“) wurde 1606 gegenüber der Laurentiuskirche errichtet. Es war ursprünglich ein Stockwerk höher und besaß einen Rundturm; 1830 erfolgte wegen Baufälligkeit ein Umbau zur heutigen Form. Zu dem Gut gehörten neben dem neuen Hammerwerk eine Mühle und ein Brauhaus. Heute ist das Schloss ein zweigeschossiger Walmdachbau mit Ecklisenen. Es besitzt profilierte Fenster- und Türgewände. Im Kern stammt die Anlage aus dem 16./17. Jahrhundert. Nach Nordwesten liegt ein Nebengebäude; dies ist ein  eingeschossiger Satteldachbau aus 17./18. Jahrhundert.